# الصابري

مسجد المغيربي

حي الصابري أحد أحياء مدينة بنغازي في ليبيا. يقع في مركز مدينة بنغازي من جهة الشمال وبه أطول ساحل للمدينة بطول حوالي 5 كم، وجاري العمل على إقامة كورنيش على بعض الأجزاء من الشاطئ.
كان الصابري خلال العهد التركي يعرف باسم الزريريعية ثم عرف باسم السواني الشرقيات ومع مرور الوقت وانتهاء العهد التركي طغى اسم الصابري على كامل المنطقة وأصبح اسم الزريريعية يعبر عن الجزء الشرقي منه فقط.     
ينقسم الصابري إلى:

## سوق أحداش
تقع في الجزء الغربي من الصابري قرب المجزرة-المزّرة- وسميت المنطقة بهذا الاسم خلال الحرب العالمية الثانية.

## الصابري
طبع كامل المنطقة باسمه ويقع قرب مصرف الوحدة. 

### دكاكين حميد
سُمّيت نسبة لمجموعة من الدكاكين تخص أسرة حميد، في الجهة المقابلة كان مركز شرطة الصابري وبعض الورش ومحطة بنزينة وكوشة الجير لزغبية وسوق العام وشارع الدرناوي ومدرسة دكاكين حميد وجامع كربوني وزاوية بالرزق والبهلول.

## الزريريعية
تبدأ من شارع عشرة إلى حدود منطقة اللثامة كانت خالية من السكان قبل الحرب العالمية الثانية وتوجد بها مقبرة يهودية قديمة خاصة بيهود ليبيا ويوجد بها مقبرة سيدي اعبيد القديمة التي تحتضن تحت ترابها مدينة يوسبريدس الأثرية.
الزريريعية «القسم الشمالي»: وتبدأ من شاطئ البحر وشركة الكهرباء حتى الطريق الذي يفصلها عن مقبرة سيدى اعبيد .

### العلوة
«القسم الجنوبي»: وتقع مقابل مقبرة سيدي أعبيد والمدينة القديمة يوسبريدس وسُمّيت العلوة نتيجة لموقعها المرتفع عن الأرض الذي كان يوما ما راس داخل البحر بجوار ميناء يوسبريدس المدينة الإغريقية ويفصلها عن منطقة سيدي يونس البحيرات الشمالية كان بها مدبغة الجلود وخلال العهد الإيطالي أُقيمت في العلوة منصات لشنق الليبيين. و تعتبر العلوة ثاني أعلى نقطة في بنغازي بعد سيدي يونس .

### اللثامة
تقع في أقصى شمال الصابري ويوجد بها مزارع وسوق السيارات وسوق الجمعة وبعض الآثار الإغريقية في منطقة المنقار وميناء نفطي صغير .

## تاريخ الصابري
المنطقة الواقعة شمال الصابري أي العلوة بالزريريعية كانت مأهولة في القرن السادس قبل الميلاد بمستوطنين إغريقيين قدموا من قورينا ليؤسسوا مدينة يوسبريدس التي استمرت إلى القرن الرابع قبل الميلاد إلى أن دمّرت وانتقل الإغريق إلى موقع آخر عند طرف الصابري الغربي قرب سيدي إخريبيش ليؤسسوا مدينة برنيق.

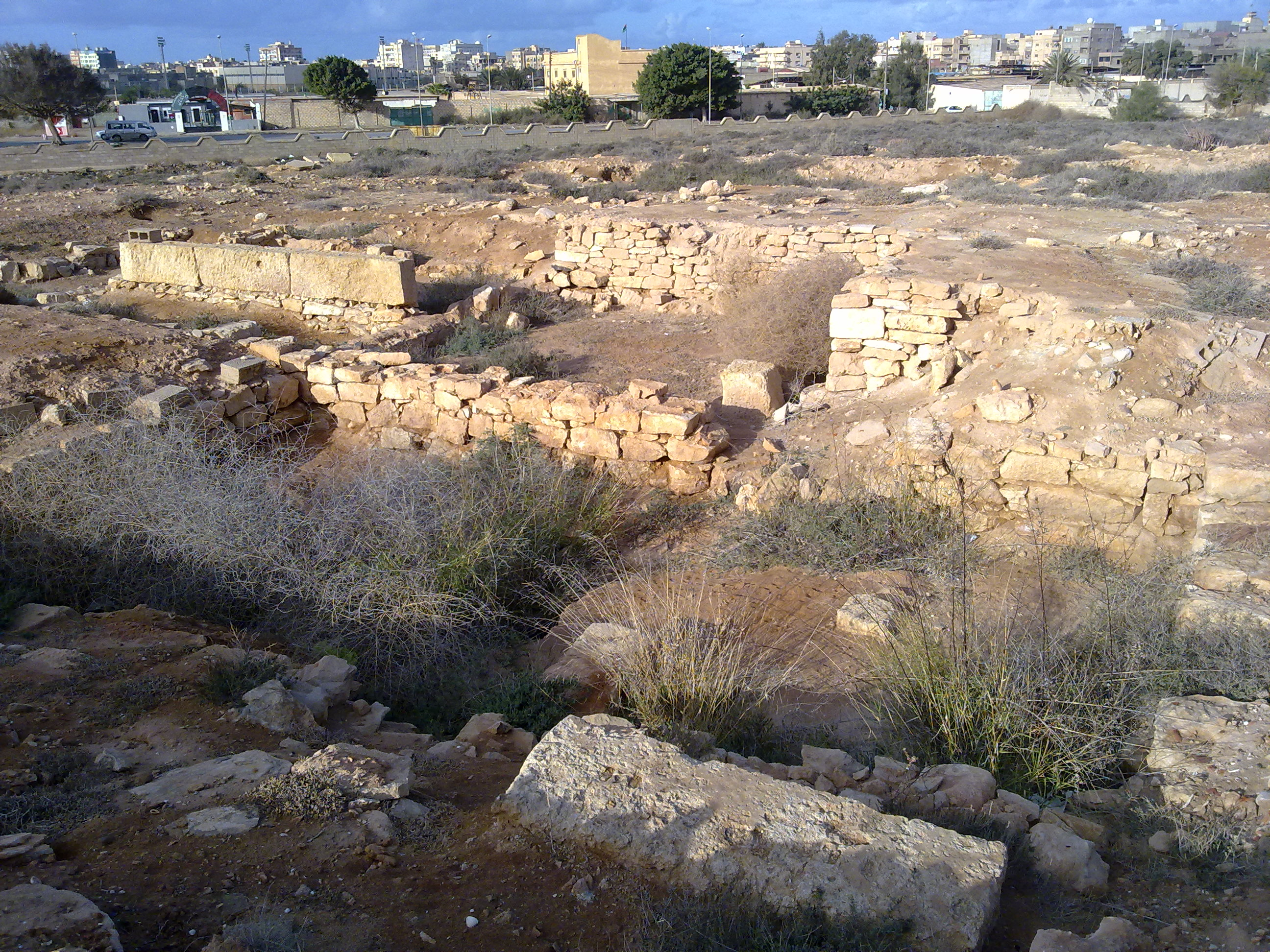
آثار إغريقية تعود لسنة 550 ق.م-الزريريعية

## الصابري خلال الحرب العالمية الثانية
خلال الحرب العالمية الثانية بدأت منطقة الصابري في اكتساب أهميتها الخاصة التي تتمتع بها إلى هذا اليوم فقد غادر معظم سكان المدينة إلي الصابري القريب جدا من المدينة والذي يوجد به متاجر ومخابز ومساجد خوفا من القصف الذي تعرض له مركز المدينة وبعد انتهاء الحرب العالمية الثانية وانتهاء الاستعمار الإيطالي بدا الناس في العودة للمدينة وبقى منهم الكثيرون ويوصف الصابري في الخمسينات بأنه خليط من كل مناطق ليبيا من الشرق والغرب والجنوب وبعض القبائل السودانية التي تعيش قرب البحر فيما يعرف ب«الزرايب» وكان الناس يسكنون في أكواخ الصفيح «الحلاق» وبيوت من الشعر والصوف وتوجد بعض المنازل ومع دخول الستينات بدأت عملية التطور فقد بدا الناس في بناء المنازل الحديثة وتم نقل القبائل السودانية المقيمة على الشاطئ إلى منطقة المحيشي وتم بناء المدارس التعليمية والمستشفيات والبنى التحتية.

## التعليم
- مدرسة شهداء الصابري الإبتدائية
- مدرسة السواعد الإبتدائية
- مدرسة الوحدة العربية الإعدادية للبنات
- مدرسة فلسطين الإعدادية للبنين
- مدرسة عمر المختار الثانوية «علوم أساسية-طبية-زراعية» للبنين
- مدرسة سيناء الابتدائية

|*مدرسة فاطمة الزهراء للعلوم الهندسية للبنات
- مدرسة القومية الابتدائية
- مدرسة الانتفاضة الإعدادية للبنات
- مدرسة عمر الفاروق الإعدادية للبنين
- مدرسة رابعة العدوية الابتدائية
- مدرسة رابعة العدوية الابتدائية «تمت إزالتها» سنة 2009 من أجل إنشاء فندق
- مدرسة برنيق «تمت إزالتها» سنة 2009
- مدرسة دار الحكمة
- مركز سعد الكريمي المهني المتوسط
- مركز الشعالية للموسيقى
- مركز شهداء الصابري المهني المتوسط
- مركز محمد الدرة المتوسط للحاسوب –بنات
- أكاديمية الدراسات العليا

## السياحة

ملف:الاحتفال بعيد المولد النبوي - الصابري

من المتوقع خلال السنوات القادمة أن تتربع منطقة الصابري على عرش السياحة في مدينة بنغازي فشاطئ البحر من أهم مواردها السياحية بالإضافة إلى المشاريع الكبرى التي هي قيد الإنشاء ك مشروع البحيرات الشمالية ومشروع فندق ريجنسي بنغازي وهو الفندق المقابل للبحر «مكان السلخانة» ومشاريع أخرى قيد الدراسة.

## الرياضة
يعتبر فريق منطقة الصابري أول فريق كرة قدم تأسس في ليبيا من تركيبة ليبية خالصة حيث تأسس سنة 1926 وكانت تقام المباريات في منطقة دكاكين حميد قرب السوق العام الآن وكان العصر الذهبي لكرة القدم في منطقة الصابري خلال الحرب العالمية الثانية في الفترة ما بين 1940-1943 الفترة التي ازدحمت فيها المنطقة بالسكان.
- الأندية الرياضية
- نادي نجوم الصابري
- نادي التحدي الليبي

## الشركات والمؤسسات
من الشركات داخل نطاق المنطقة:
- مركز الصابري الثقافي
- فرع الشركة العامة للكهرباء
- فرع مصرف الوحدة
- وكالة مصرف الأمة
- صحيفة قورينا
- فرع الوكالة العامة للملاحة
- عيادة الصابري المجمعة
- مؤسسة الخدمات التموينية
- فرع عيادة الهلال الأحمر «المختار»
- عيادة الضياء
- مجمع النادي الليبي
- قاعة عروس البحر للمناسبات
- المستشفى الكبير «الجمهورية»

## المساجد و دور العبادة الصابري
- مسجد الزريريق

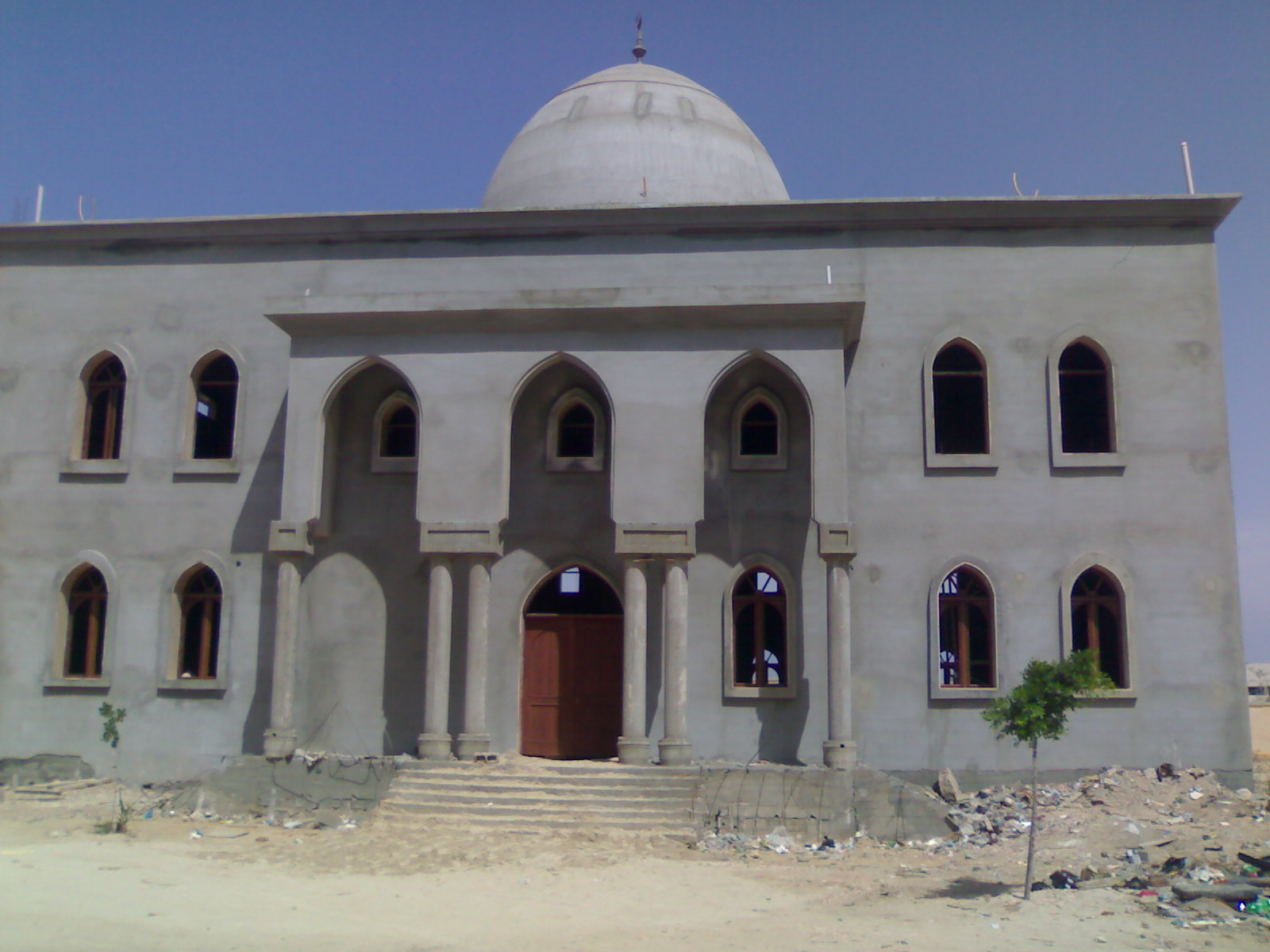
مسجد المدينة المنورة-الزريريعية

مسجد أسامة بن زيد «عبد الصمد» سابقاً
- مسجد اقصيبات
- مسجد الزهري
- مسجد القدس«مسجد احداش» سابقا
- مسجد عمر المختار«المغيربي» سابقا.
- مسجد الإمام مالك «بو خشيم» سابقا.
- مسجد كربوني اسس سنة 1923.
- مسجد عبيدة بن الجراح «السمين» سابقا.
- مسجد معاذ بن جبل«العلوة»
- مسجد المدينة المنورة الزريريعية افتتح بتاريخ 19-11-2009
- مسجد بني هاشم.
- مسجد اللثامة.
- مسجد الفقي طاهر.
- كنائس كاثوليكية داخل المستشفى الكبير.

## الأسواق والتجارة والمطاعم
شارع التل: يمتد من التوريللي إلى منطقة الزريريعية وهو يعتبر شارع مخترق الصابري من الوسط.
شارع توكرة: الذي يمتد من مستشفى الجمهورية غرباً وحتى المقبرة القديمة شرقاً بطول 2 كيلو متر
و توجد به العديد من المحلات التجارية ويشتهر بمحلات قطع غير السيارات
شارع 10 : أحد الشوارع التجارية الصغيرة ويقع في الزريريعية
شارع أم القرى أو الخطوط سابقاً ويتفرع من شارع توكرة وحتى البحر ويشتهر بمحلات المستلزمات العائلية ويزدحم في المواسم والأعياد بسبب التسوق فيهِ وبسبب تواجد المطاعم به سواء إن كانت مطاعم المؤكلات الشعبية أو الوجبات السريعة.
سوق المعرض أو ما يشتهر عند الأغلبية «بسوق العرب» وهو يقع على مشارف حي الصابري وهو ضخم المساحة نسبياً ويشتهر بمحلات المواد الغذائية التي تبيع بالجملة وملابس الرجال.
سوق الجمعة: وهو سوق إسبوعي لبيع الأشياء الجديدة والمستعملة بالإضافة للحيوانات.
سوق السيارات: يقع أقصى شرق الصابري في اللثامة لبيع السيارات الجديدة والمستعملة.
سوق العام: سوق حديث وسط الصابري.
محلات نادي التحدي: لبيع قطع غيار السيارات.
يشتهر حي الصابري بمطاعم المأكولات البحرية من أشهرها مطعم الخشمي وبالة بالإضافة الي محل بوذراع الشهير لبيع الأطباق الشعبية

### الفنادق
من فنادق الصابري:
- فندق النوران
- فندق الواحات
- فندق أفريقيا

و مشروع فندق (ريجنسي بنغازي)

## الصابري خلال عملية الكرامة
أصبحت منطقة الصابري منذ 25 أكتوبر 2014 مسرحاً لعمليات حربية ما بين قوات الكرامة التي لم تكن قد حصلت على شرعية البرلمان بعد. بقيادة المشير خليفة حفتر، وبين قوات مليشيات أنصار الشريعة ومجلس شورى ثوار بنغازي و«منظمات إرهابية أخرى» تسببت في إلحاق دمار كبير به، ونزوح سكانه منه.

## معلومات عامة

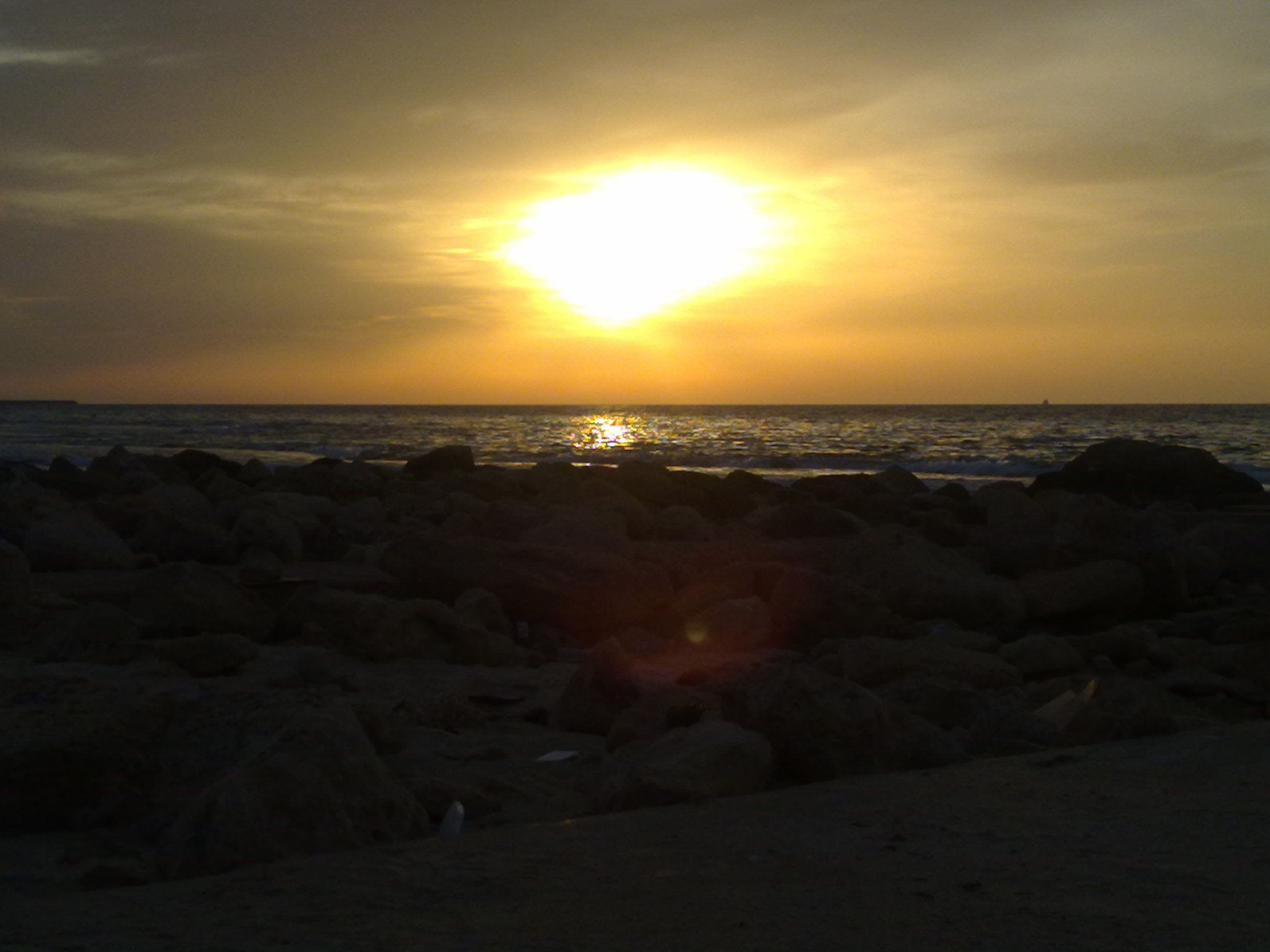
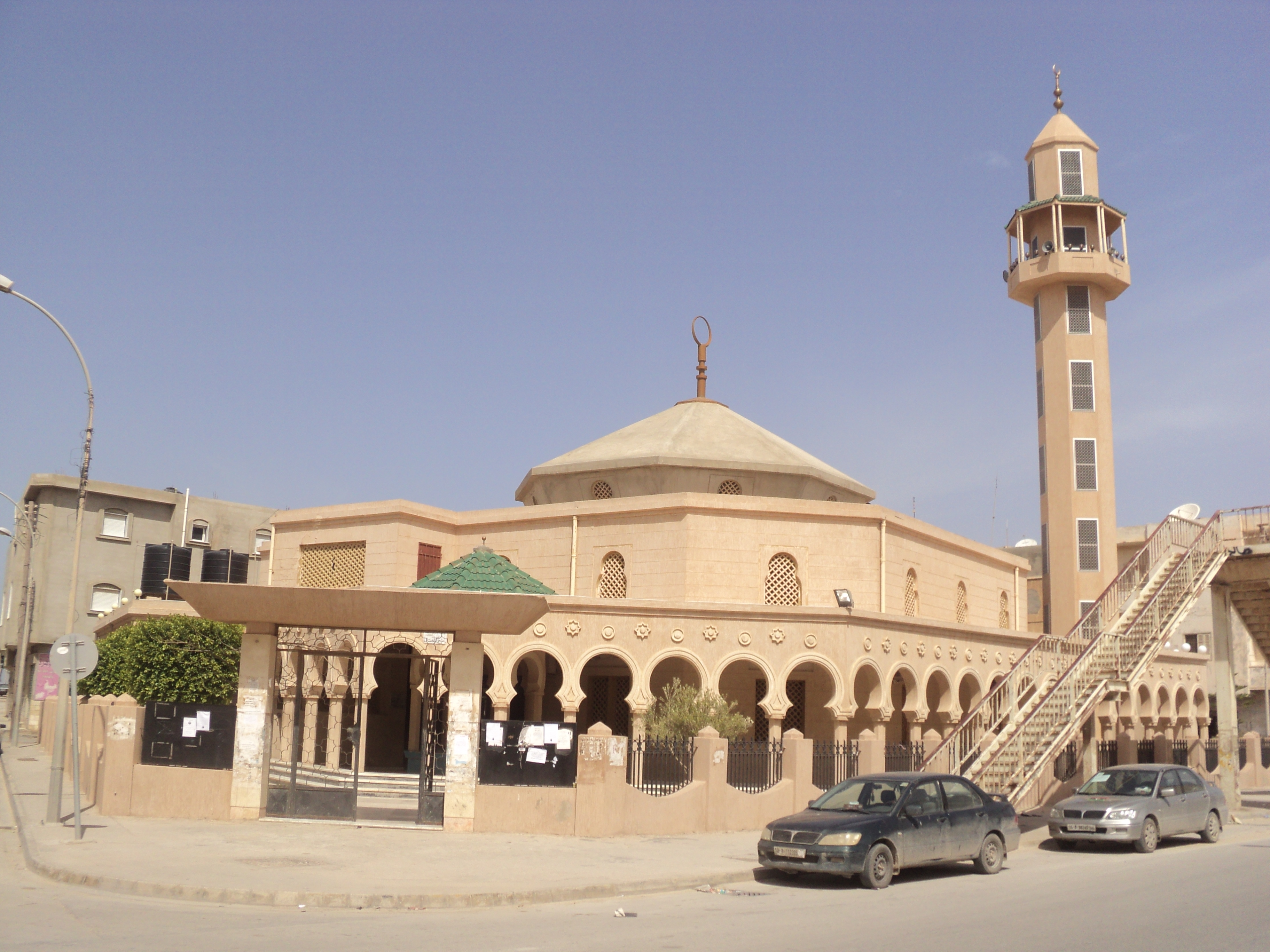
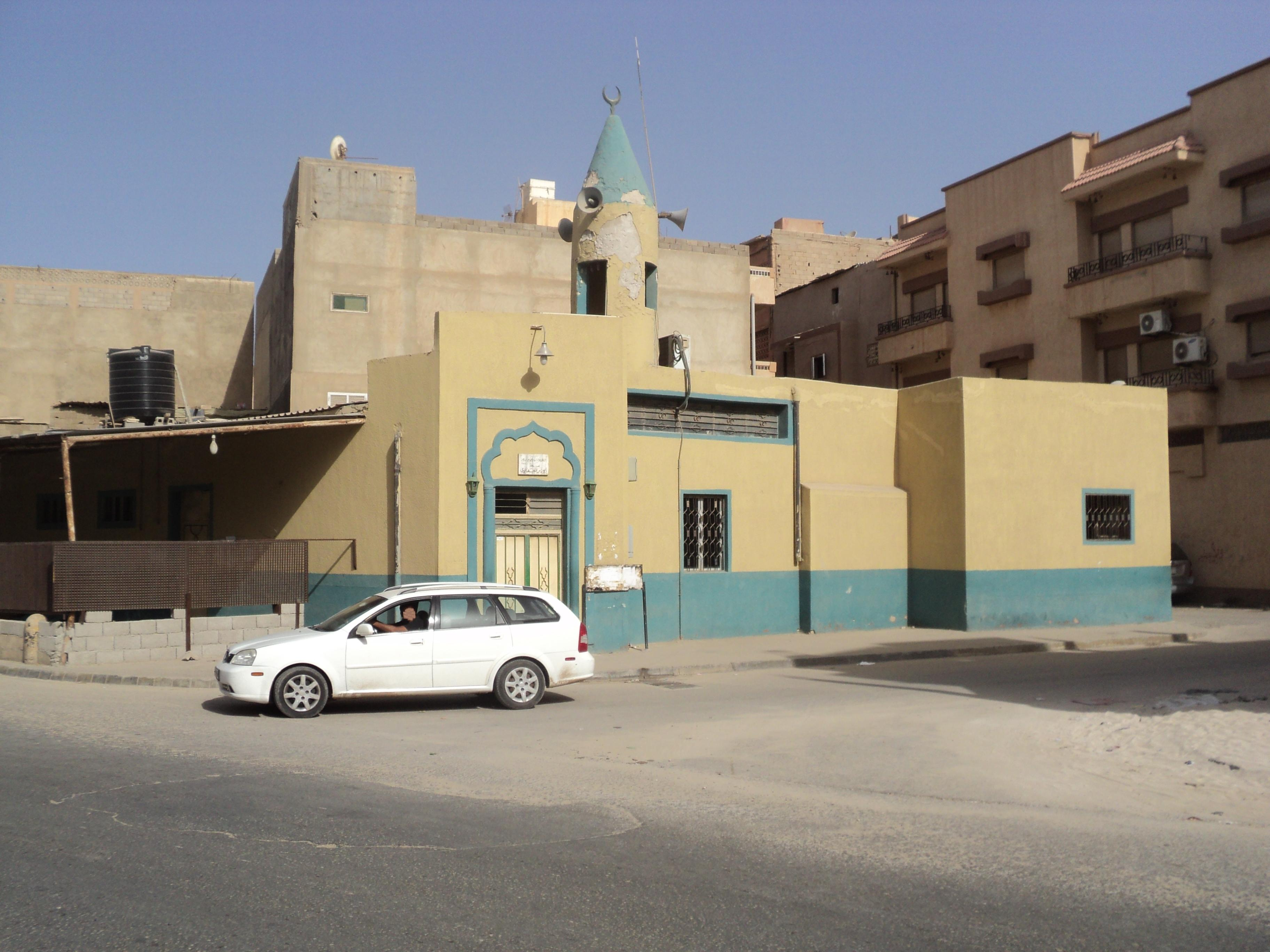

رمز لوحة ترقيم السيارات -8 - 2
رمز الهاتف 06133

## وصلات خارجية
- موقع مختص في شؤون منطقة الصابري

‌